# عصب جبهي
عصب جبهي (الإنجليزي: Frontal nerve) هو أكبر فروع العصب العيني من ناحية الحجم والاتجاه، يمر خلال الشق الحجاجي العلوي ممتدا إلى عضلة رافعة الجفن العلوي والسمحاق الخارجي، وينقسم في المنتصف إلى العصب فوق البكرة والعصب فوق الحجاج.

## صور إضافية

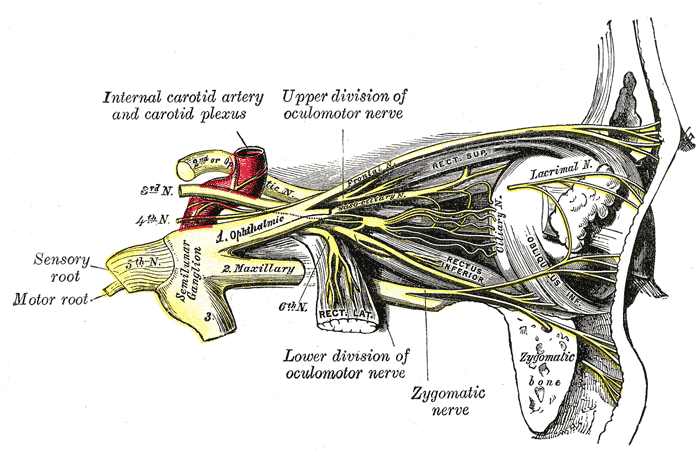
شكل جانبي للعصب مداري والعقدة الهدبية .

## وصلات خارجية
•	مركز داخل الولاية الطبي - كلية الطب جامعة ولاية نيويورك 29:02-0103
•	lesson3 at The Anatomy Lesson by Wesley Norman (جامعة جورجتاون) (orbit2)
•	cranialnerves at The Anatomy Lesson by Wesley Norman (Georgetown University) (V)